# Baumeister des Sozialismus – Walter Ulbricht
Baumeister des Sozialismus – Walter Ulbricht ist ein DDR-Propagandafilm aus dem Jahr 1953. Im Stil eines Dokumentarfilms wurde der aufwändig gedrehte Film zum 60. Geburtstag von Walter Ulbricht hergestellt.
Mit an Personenkult heranreichendem Aufwand sollte auch die DEFA anlässlich dieses Datums den Generalsekretär der SED ehren. Im Vorbereitungskomitee waren u. a. Fred Oelßner und Lotte Kühn vertreten. Den Text des Filmes verfasste Stephan Hermlin. Die sehr knapp gefasste und auch beschönigende Biographie Ulbrichts – bis 1945 – spricht im Film Johannes R. Becher, die Musik steuerten Ottmar Gerster und Ernst Hermann Meyer bei. Der Film stellt Ulbricht als omnipräsenten Landesvater, Staatsmann, allwissenden Ratgeber und treuen Verfechter der Lehre Stalins dar, der dabei aber immer Mensch bleibt.
Anfang Juni 1953 legte Wladimir Semjonow unmittelbar nach seinem Amtsantritt als Hoher Kommissar der Sowjetunion in Deutschland Ulbricht nahe, seinen am 30. Juni bevorstehenden 60. Geburtstag bescheiden zu gestalten. Dies geschah vor dem Hintergrund von Stalins Tod im März 1953 und den bekannten Schwierigkeiten in der DDR. Umgehend verschwand der Name Walter Ulbrichts bis zum Aufstand des 17. Juni aus den Zeitungsartikeln und eine Million zum Fest hergestellte Bücher wurden eingestampft. Der Film kam als „dokumentarisches Material“ in das Staatliche Filmarchiv der DDR. Dort wurde er 1989 im Zuge der „Wende“ entdeckt.
Seine Uraufführung fand schließlich 1997 im Zusammenhang mit einer Ausstellung über Agitation und Propaganda der frühen DDR-Jahre des Deutschen Historischen Museums in Berlin statt, das Archivmaterial ist inzwischen auf DVD erhältlich.

## Weblink
- Baumeister des Sozialismus in der Filmdatenbank der DEFA-Stiftung